# Yamaha

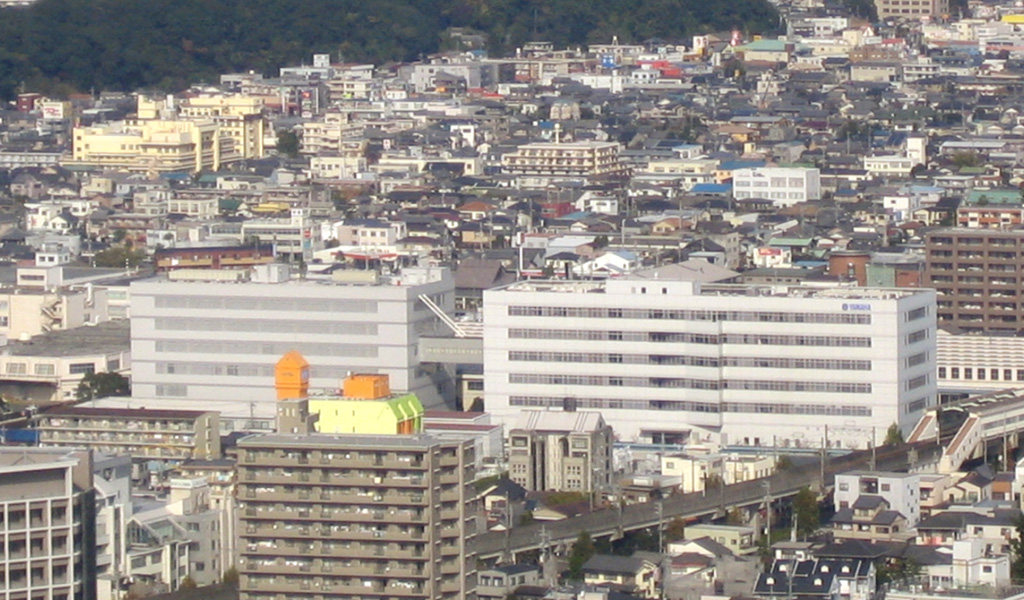
Sediul Yamaha Corporation

Yamaha este o companie multinațională și conglomerat din Japonia, care inițial s-a evidențiat ca fabricant de instrumente muzicale. Cu toate că și azi fabrică instrumente muzicale, firma este recunoscută și datorită producției de motociclete din toate categoriile.